# Weltwende
Weltwende. Zehn Jahre Republik – Zehn Jahre Sowjetunion ist ein Kompilationsfilm von Carl Junghans von 1928.

## Hintergründe
Der etwa einstündige Film ist aus Berichten in Wochenschauen und anderen Filmdokumentationen zusammengestellt worden.
Carl Junghans, der kurz zuvor  schon den Film Lenin 1905–1928 fertiggestellt hatte, war von der KPD gebeten worden, auch diesen Kompilationsfilm anzufertigen  (möglicherweise parallel). Weltwende. Zehn Jahre Republik – Zehn Jahre Sowjetunion  wurde erstmals auf einer Wahlkampfveranstaltung in Erfurt am 8. Mai 1928 aufgeführt, danach in über 50 Orten in Thüringen.
Der Film ist einer der ersten  längeren deutschen Kompilationsfilme, er wird aber aus heutiger Perspektive als eher bieder eingestuft. 1979 galt er in der DDR als verschollen.